# Aida Folch
Pour les articles homonymes, voir Folch.
 (août 2017).
Si vous disposez d'ouvrages ou d'articles de référence ou si vous connaissez des sites web de qualité traitant du thème abordé ici, merci de compléter l'article en donnant les références utiles à sa vérifiabilité et en les liant à la section « Notes et références ».
Aida Folch est une actrice  espagnole, née le 24 novembre 1986 à Reus, dans la province de Tarragone.
Elle est notamment connue pour ses collaborations avec Fernando Trueba.

## Biographie
Très jeune, Aida Folch suit des cours de théâtre à l'école, en tant qu'activité extra-scolaire, dans une compagnie appelée Llop's teatre. Les samedis, elle prend aussi des cours d'interprétation au Centre de Lecture de Reus. C'est là qu'elle découvre sa passion de comédienne. En 1998 elle s'inscrit dans une agence de publicité à Barcelone afin de faire des auditions pour des spots de télévision. Mais sa première grande occasion se présente en 2000, quand elle est choisie parmi 3 000 filles de toute l'Espagne pour jouer un rôle dans la production espagnole Le Sortilège de Shanghai, du réalisateur oscarisé Fernando Trueba. Elle a alors quatorze ans. Peu de temps après, Fernando León de Aranoa la choisit également pour le film primé Los lunes al sol.
Puis elle intervient dans Aquitania (es), La mirada violeta, Fin de curso (es), Salvador, Las vidas de Celia (es) et 25 kilates (es), entre autres. Elle travaille également dans des téléfilms comme Con el 10 en la espalda, Inocentes, No estás sola, Sara (es), Morir en 3 actes ou Volveremos. En 2008, elle est remarquée dans le personnage de Françoise dans la série Cuéntame cómo pasó sur la vie espagnole pendant les années 1970, avant et après la transition démocratique.
Elle travaille à l'étranger dans la superproduction historique Henri 4, un film allemand de Jo Baier et dans Mi universo en minúsculas, une production mexicaine.
En 2012, elle joue un rôle dans L'Artiste et son modèle de Fernando Trueba, un film intégralement tourné en français, où elle travaille avec Jean Rochefort et Claudia Cardinale.

## Filmographie
- 2002 : Le Sortilège de Shanghai (El embrujo de Shanghai) de Fernando Trueba : Susana
- 2002 : Les Lundis au soleil (Los lunes al sol) de Fernando León de Aranoa : Nata
- 2009 : 25 kilates (es) de Patxi Amezcua : Kay
- 2012 : L'Artiste et son modèle (El artista y la modelo) de Fernando Trueba : Mercè
- 2016 : La Reine d'Espagne (La reina de España) de Fernando Trueba
- 2018 : I love my mum

## Distinctions

### Récompenses
- Festival du cinéma espagnol de Malaga 2009 : Biznaga d'argent de la meilleure actrice, Section ZonaZine, pour 25 kilates (es)

### Nominations
- Goyas 2013 : Prix Goya de la meilleure actrice pour L'Artiste et son modèle